# Chinnepalli, Srinivaspur
Chinnepalli là một làng thuộc tehsil Srinivaspur, huyện Kolar, bang Karnataka, Ấn Độ.